# جويل أوبي
جويل أوبي (بالإنجليزية:  Joel Chukwuma Obi)‏، (مواليد 22 مايو 1991) ، هو لاعب كرة قدم نيجيري.

## روابط خارجية
- جويل أوبي على موقع الاتحاد الدولي (مؤرشف)  (الإنجليزية)
- جويل أوبي على موقع الاتحاد الأوربي (الإنجليزية)
- جويل أوبي على موقع اتحاد تركيا (لاعب) (الإنجليزية)
- جويل أوبي على موقع قاعدة بيانات كرة القدم.إي يو (الإنجليزية)
- جويل أوبي على موقع ناشيونال فوتبول تيمز (الإنجليزية)
- جويل أوبي على موقع Soccerway.com (الإنجليزية)
- جويل أوبي على موقع عالم كرة القدم.نت (الإنجليزية)
- جويل أوبي على موقع AS.com (الإسبانية)